# Орел (река)
Орел — река в России, протекает по Кезскому району Удмуртии. Устье реки находится в 5,4 км по левому берегу реки Лып. Длина реки составляет 14 км.
Исток реки на Верхнекамской возвышенности у нежилой деревни Орел в 13 км юго-восточнее посёлка Кез неподалёку от границы с Дебёсским районом. Генеральное направление течения — юго-запад.
Большая часть течения проходит по ненаселённому лесному массиву. Впадает в Лып напротив деревни Нижний Пинькай.

## Данные водного реестра
По данным государственного водного реестра России относится к Камскому бассейновому округу, водохозяйственный участок реки — Чепца от истока до устья, речной подбассейн реки Вятка. Речной бассейн реки — Кама.
Код объекта в государственном водном реестре — 10010300112111100032608.